# Coppa di Lega 1999-2000 (hockey su pista)
La Coppa di Lega 1999-2000 è stata la 3ª edizione della omonima competizione italiana di hockey su pista. Il torneo, organizzato dalla Lega Nazionale Hockey, ha avuto inizio il 6 maggio 2000 e si è concluso il 18 giugno 2000.
Il trofeo è stato conquistato dal Novara per la 2ª volta nella sua storia.

## Risultati

### Primo turno

#### Girone A
|           | Incontri girone A                        |        |
| --------- | ---------------------------------------- | ------ |
| 6-5-2000  | Scandiense - Novara                      | 4 - 15 |
| 6-5-2000  | Amatori Reggio Emilia - Amatori Vercelli | 3 - 4  |
| 13-5-2000 | Novara - Amatori Reggio Emilia           | 14 - 0 |
| 13-5-2000 | Amatori Vercelli - Scandiense            | 4 - 3  |
| 20-5-2000 | Novara - Amatori Vercelli                | 14 - 6 |
| 20-5-2000 | Scandiense - Amatori Reggio Emilia       | 8 - 5  |
| 27-5-2000 | Novara - Scandiense                      | 13 - 2 |
| 27-5-2000 | Amatori Vercelli - Amatori Reggio Emilia | 6 - 5  |
| 3-6-2000  | Amatori Reggio Emilia - Novara           | 2 - 12 |
| 3-6-2000  | Scandiense - Amatori Vercelli            | 4 - 5  |
| 10-6-2000 | Amatori Vercelli - Novara                | 4 - 4  |
| 20-5-2000 | Amatori Reggio Emilia - Scandiense       | 9 - 2  |

|   | Squadra               | PT | G | V | N | P | RFT | RST | diff. |
| - | --------------------- | -- | - | - | - | - | --- | --- | ----- |
| Q | Novara                | 16 | 6 | 5 | 1 | 0 | 72  | 18  | +54   |
| Q | Amatori Vercelli      | 13 | 6 | 4 | 1 | 1 | 29  | 33  | -4    |
|   | Amatori Reggio Emilia | 3  | 6 | 1 | 0 | 5 | 24  | 46  | -22   |
|   | Scandianese           | 3  | 6 | 1 | 0 | 5 | 23  | 51  | -28   |

#### Girone B
|           | Incontri girone B   |        |
| --------- | ------------------- | ------ |
| 6-5-2000  | Bassano - Valdagno  | 9 - 6  |
| 6-5-2000  | Trissino - Sandrigo | 6 - 3  |
| 13-5-2000 | Sandrigo - Bassano  | 3 - 5  |
| 16-5-2000 | Valdagno - Trissino | 8 - 4  |
| 20-5-2000 | Bassano - Trissino  | 8 - 1  |
| 20-5-2000 | Valdagno - Sandrigo | 5 - 3  |
| 26-5-2000 | Sandrigo - Trissino | 4 - 5  |
| 27-5-2000 | Valdagno - Bassano  | 1 - 4  |
| 30-5-2000 | Trissino - Valdagno | 2 - 5  |
| 3-6-2000  | Bassano - Sandrigo  | 13 - 2 |
| 9-6-2000  | Sandrigo - Valdagno | 6 - 6  |
| 10-6-2000 | Trissino - Bassano  | 1 - 8  |

|   | Squadra           | PT | G | V | N | P | RFT | RST | diff. |
| - | ----------------- | -- | - | - | - | - | --- | --- | ----- |
| Q | Bassano 54        | 18 | 6 | 6 | 0 | 0 | 47  | 14  | +33   |
|   | Marzotto Valdagno | 10 | 6 | 3 | 1 | 2 | 31  | 28  | +3    |
|   | Trissino          | 6  | 6 | 2 | 0 | 4 | 19  | 36  | -17   |
|   | Sandrigo          | 1  | 6 | 0 | 1 | 5 | 21  | 40  | -19   |

#### Girone C
|           | Incontri girone C   |       |
| --------- | ------------------- | ----- |
| 6-5-2000  | Prato - Follonica   | 3 - 1 |
| 6-5-2000  | Salerno - Modena    | 4 - 2 |
| 13-5-2000 | Modena - Prato      | 1 - 2 |
| 13-5-2000 | Follonica - Salerno | 2 - 4 |
| 20-5-2000 | Prato - Salerno     | 5 - 2 |
| 20-5-2000 | Follonica - Modena  | 2 - 3 |
| 27-5-2000 | Follonica - Prato   | 1 - 2 |
| 27-5-2000 | Modena - Salerno    | 4 - 3 |
| 3-6-2000  | Prato - Modena      | 2 - 1 |
| 3-6-2000  | Salerno - Follonica | 7 - 1 |
| 10-6-2000 | Salerno - Prato     | 6 - 5 |
| 10-6-2000 | Modena - Follonica  | 6 - 1 |

|   | Squadra         | PT | G | V | N | P | RFT | RST | diff. |
| - | --------------- | -- | - | - | - | - | --- | --- | ----- |
| Q | Primavera Prato | 15 | 6 | 5 | 0 | 1 | 19  | 12  | +7    |
|   | Roller Salerno  | 12 | 6 | 4 | 0 | 2 | 26  | 19  | +7    |
|   | Modena          | 9  | 6 | 3 | 0 | 3 | 17  | 14  | +3    |
|   | Follonica       | 0  | 6 | 0 | 0 | 6 | 8   | 25  | -17   |

### Final four
Le final four della manifestazione si sono disputate dal 17 al 18 giugno 2000.
|  | Semifinali       | Semifinali       | Semifinali      |                 |        | Finale 1º/2º posto | Finale 1º/2º posto | Finale 1º/2º posto |  |
|  |                  |                  |                 |                 |        |                    |                    |                    |  |
|  | Novara           | Novara           | 7               |                 |        |                    |                    |                    |  |
|  | Novara           | Novara           | 7               |                 |        |                    |                    |                    |  |
|  | Amatori Vercelli | Amatori Vercelli | 0               |                 |        |                    |                    |                    |  |
|  | Amatori Vercelli | Amatori Vercelli | 0               |                 | Novara | Novara             | 3                  |                    |  |
|  |                  |                  |                 |                 | Novara | Novara             | 3                  |                    |  |
|  |                  |                  | Primavera Prato | Primavera Prato | 1      |                    |                    |                    |  |
|  | Bassano 54       | Bassano 54       | Primavera Prato | Primavera Prato | 1      | 6                  |                    |                    |  |
|  | Bassano 54       | Bassano 54       |                 |                 |        | 6                  |                    |                    |  |
|  | Primavera Prato  | Primavera Prato  | 7               |                 |        | Finale 3º/4º posto | Finale 3º/4º posto | Finale 3º/4º posto |  |
|  | Primavera Prato  | Primavera Prato  | 7               |                 |        |                    |                    |                    |  |
|  |                  |                  |                 |                 |        |                    |                    |                    |  |
|  |                  |                  |                 |                 |        | Amatori Vercelli   | Amatori Vercelli   | 3                  |  |
|  |                  |                  |                 |                 |        | Amatori Vercelli   | Amatori Vercelli   | 3                  |  |
|  |                  |                  |                 |                 |        | Bassano 54         | Bassano 54         | 7                  |  |

## Campioni
| Vincitore della Coppa di Lega 1999-2000 |
| --------------------------------------- |
| Novara 2º titolo                        |